# Kristallglas

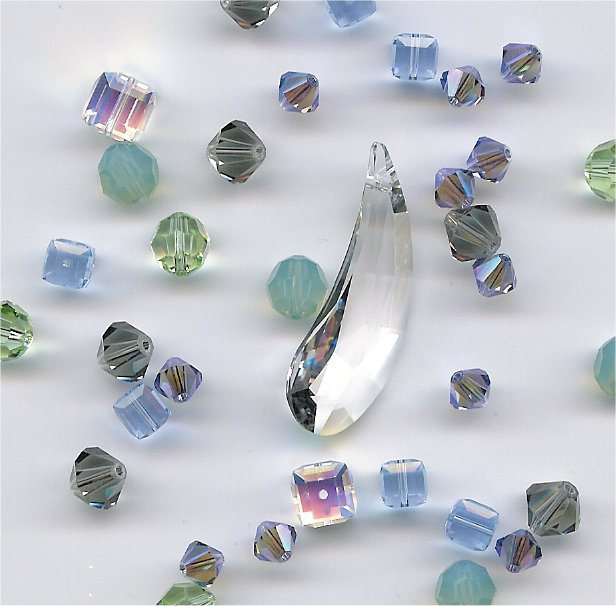
Kristallglas och slipade pärlor.

Kristallglas är glas med hög ljushet och briljans, det vill säga högt brytningsindex och hög dispersion. Det åstadkommes genom höga halter av tyngre ämnen såsom blyoxid. Glaset är relativt mjukt, och används ofta för föremål med slipade fasetter.

## Historia
Kristallglas betydde ursprungligen genomskinligt glas, och syftade på allt ofärgat glas som liknade bergkristall. Särskilt i Venedig tillverkades sodaglas med stor renhet som kallades kristall. I början på 1600-talet började man i Böhmen att framställa så kallad "Böhmisk kristall", ett Kali-kalkglas med högre klarhet och bättre ljusbrytningsförmåga än det äldre glaset. Det som under senare tid tillverkats i Tjeckoslovakien och blivit känt som "Böhmisk kristall" är dock modern helkristall. Blykristallglaset började tillverkas i Storbritannien vid mitten av 1700-talet. Orsaken var egentligen att hitta en glasmassa som var mer lättsmält och bättre passade de torveldade engelska glasugnarna. Man upptäckte dock att glaset samtidigt fick en större ljusbrytningsförmåga. Blykristallen fick sin stora spridning i slutet av 1800-talet. Först i början av 1900-talet börjar man tillverka helkristallglas i Sverige.
Kristallprismor för ljuskronor tillverkas idag i Italien, Turkiet, Egypten, Frankrike, Tyskland, Österrike, Kina, Taiwan, Ryssland, Slovakien och Tjeckien. Även Sverige tillverkade prismor fram till 1950-talet. Sverige hade en bra handelsförbindelse med Böhmen och importerade då prismor därifrån.

## Kvaliteter
Det finns idag många kvaliteter. De vanligaste är:
- Blykristall med 24 till 30 % blyoxid till exempel strass, böhmisk blykristall. Dessa är gjutna och maskinslipade
- Handslipad kristall utan blytillsats, till exempel turkisk kristall. Denna kristall är pressad ur glasstänger och slipad och polerad.
- Eldpolerad kristall av sodaglas, till exempel maskintillverkad kristall från Italien med insjunkna fasetter.

Böhmisk kristall säger inte så mycket om vilken kvalitet det rör sig om. Detta beror på att det tillverkats många olika kvaliteter i Böhmen, och att inte all kristall som levereras från Böhmen nödvändigtvis är tillverkad där. Därför är det bättre att dela in kristalltyperna i grupper beroende på tillverkningsprocessen och kvalitet på glaset.

### Maskinslipad kristall
- sodaglas/kalkglas till exempel italiensk presskristall
- kaliglas till exempel böhmisk så kallad MC-kristall
- blykristall (ofta hög blyoxidhalt) till exempel strass, böhmisk blykristall

### Helslipad kristall
- kaliglas till exempel böhmisk hel- och halvslipad kristall, turkisk helslipad kristall
- blykristall (varierande blyoxidhalt) till exempel turkisk blykristall

### Maskinslipad kristall
Maskinslipad kristall tillverkas numera i hela världen, och det är inte bara lägre kvaliteter som maskinslipas, utan även till exempel den strasskristall som tillverkas av Swarovski, är maskinslipad. I Tjeckien produceras också maskinslipad blykristall. Fortfarande användes felaktigt begreppet maskinslipad i branschen synonymt med "enkel kristall med enkel slipning". Detta stämmer inte längre, även om man fortfarande levererar grovt slipad så kallad "MC"-kristall från Tjeckien. 

### Handslipad kristall med alla fasetter slipade, helslipad
Den handslipade kristallen tillverkas i bland annat Turkiet och Böhmen. Handslipad kristall tillverkas med hantverksmässiga tekniker. Kristallen pressas ur glasstänger (det är denna metod som är den gamla böhmiska metoden) och slipas och poleras sedan för hand. Glaset kan vara med eller utan blyoxid. Glasråvaran kommer från varierande glasbruk och skiftar något i sammansättning.

### Blykristall tillverkas på olika sätt
I dag finns det flera tillverkare av blykristall. Strasskristallen överglänser alla andra kvaliteter, men är samtidigt avsevärt mycket dyrare. Blykristall bryter ljuset extremt bra, och en väl rengjord kristallkrona ger extraordinära ljuseffekter i regnbågens alla färger på väggarna, då solljuset skiner på kronan. En del blykristall, som till exempel böhmisk blykristall och strass slipas och poleras med maskin, medan den blykristall som tillverkas i Turkiet handslipas.

### Bergkristall
Bergkristall är inte glas, utan mineralet kvarts, ren kiseldioxid SiO2. Bergkristall är inte amorf som kvartsglas, utan den har en trigonal kristallstruktur. Dess fasetter uppkommer naturligt. Stora kristaller bryts bland annat i Brasilien och på Madagaskar. Bergkristall är allt från helt klar till grumlig med vita, grå eller svarta fläckar. Bergkristaller finns att åse på bland annat Naturhistoriska riksmuseet i Stockholm.